# Une histoire américaine (film)
Pour plus de détails, voir Fiche technique et Distribution.
Une histoire américaine est un film français réalisé par Armel Hostiou, sorti en 2015.
Il a été présenté aux Rendez-Vous with French Cinema de New York en 2015.

## Synopsis
Vincent par amour pour Barbara, est parti à New York mais elle rompt avec lui et sort avec quelqu'un d'autre. Il l'aime toujours mais elle lui demande de rentrer en France. Malgré ça, il essaye hardiment de la reconquérir.

## Fiche technique
- Titre : Une histoire américaine
- Réalisation : Armel Hostiou
- Scénario : Armel Hostiou, Vincent Macaigne avec la collaboration de Léa Cohen
- Photographie : Mauro Herce
- Son : Romain Lebras, Clément Maléo
- Montage : Carole Le Page
- Mixage : Simon Apostolou
- Producteur : Gaëlle Ruffier, Jasmina Sijercic
- Langue : français et anglais
- Format : 1.85
- Durée : 86 min
- Dates de sortie :
  -  France : 11 février 2015 (sortie nationale)

## Distribution
- Vincent Macaigne : Vincent
- Kate Moran : Barbara
- Sofie Rimestad : la danoise
- Murray Bartlett : le nouveau copain de Barbara
- Audrey Bastien : la sœur de Vincent
- Jean Lebreton : le père de Vincent

## Production
Le film a été tourné en deux temps. Le premier tournage a donné lieu à un court-métrage (39 minutes), Kingston Avenue.

## Distinctions
- 2015 : Rendez-Vous with French Cinema de New York, sélection officielle
- 2015 : Viennale, Festival international du film de Vienne, sélection officielle
- 2015 : Geneva international film festival Tous Écrans, sélection officielle
- 2015 : Indie Lisboa, festival internacional de cinéma de Lisbonne, sélection officielle